# Dirt Nasty (album)
Dirt Nasty è l'album di debutto di Simon Rex, in arte, Dirt Nasty.
L'album è stato pubblicato il 13 agosto 2007 e per quanto riguarda le critiche è stato un grave insuccesso commerciale.

## Tracce
1. Droppin' Names
2. Can't Get Down
3. 1980
4. Cracker Ass Fantastic
5. Too Sexy (feat. Mickey Avalon)
6. Baby Dick
7. Gotta Leave This Town
8. Animal Lover
9. Too Short Homage
10. Wanna Get High (feat. Andre Legacy)
11. True Hollywood Story
12. Mountain Man (feat. Tony Potato)